# 鞠珣
鞠珣，字观玉，山东登州府大嵩卫（今山东海阳市）人。清初官员。
清顺治三年（1646年）乡试举人。任峄县教谕，迁广西隆安县知县，为官循良有声，以总督荐擢监察御史，刚直敢言。有《奏疏》二卷。